# Cú ngã của những kẻ bị đày xuống địa ngục
Cú ngã của những kẻ bị đày xuống địa ngục là một bức tranh của Hieronymus Bosch được thực hiện vào khoảng trước năm 1490. Hiện đang được trưng bày tại Dinh tổng trấn, Venezia, Ý.
Bức tranh này nằm trong một đa liên họa bốn bức, những bức khác là Viễn phước, Thiên đường trần gian và Địa ngục.